# Sul América EC
 Sul América EC is een Braziliaanse voetbalclub uit Manaus in de staat Amazonas.

## Geschiedenis
De club werd op 1 mei 1932 opgericht. In 1992 en 1993 won de club het staatskampioenschap van Amazonas. In 1993 speelde de club ook de Copa do Brasil. De club speelde tussen 1950 en 2014 61 seizoenen in de hoogste klasse, met slechts enkele onderbrekingen. In 2017 meldde de club zich twee keer aan voor de Segunda Divisão, maar moest zich telkens voor de start van de competitie terugtrekken omdat de club onvoldoende financiële middelen had. In 2018 kreeg de club het financiële plaatje wel rond en slaagde er zelfs in te promoveren.

## Erelijst
Campeonato Amazonense
1992, 1993